# Premiile BRIT
Premiile BRIT sunt acordate anual în Regatul Unit începând din 1977 de către BPI celor mai remarcabili cântăreți britanici. 
Numele Brit (sau Brits), inițial o formă scurtă pentru British, Britain sau Britannia, a devenit ulterior acronimul retro pentru British Record Industry Trusts Show.
Robbie Williams deține recordul pentru cele mai multe premii adunate. A câștigat 13 ca artist solo și încă 5 ca membru al grupului Take That.
Prima ceremonie de premiere, denumită The BRITish Record Industry BRITannia Awards, a avut loc în octombrie 1977, ca parte a Jubileului de Argint al Reginei Elisabeta a II-a. A doua ediție, organizată de British Phonographic Industry (BPI), a avut loc abia în 198 , iar apoi Brit Awards au devenit un eveniment anual.
Dacă prima ceremonie a fost difuzată la televiziune (de către rețeaua ITV), următoarele trei nu au fost. Din 1985, BBC a difuzat ceremonia de decernare a premiilor, numită oficial BPI Awards show. În 1989, ceremonia a fost redenumită Britannia Music Awards pentru a reflecta sponsorizarea Britannia Music Club, înainte de a fi scurtată la Brit Awards.
Brit Awards au fost transmise în direct până în 1989, când Samantha Fox și Mick Fleetwood au fost criticați pe scară largă pentru prestația lor. Ulterior, evenimentul a fost înregistrat și difuzat în seara următoare. Din 2007, Brit Awards au revenit la o transmisiune în direct pe canalul ITV 1.
Din 2011, Brit Awards se desfășoară la O2 Arena din Londra.
În 2021, instituția s-a angajat să nu mai facă distincție de gen pentru premiile lor.

## Categorii

### Actuale
- British Album of the Year
- British Artist of the Year
- British Single of the Year
- British Producer of the Year
- British Group
- Best New Artist
- Songwriter of the Year
- British Pop Act
- British Dance Act
- British R&B Act
- British Rock/Alternative Act
- British Hip Hop/Rap/Grime Act
- Rising Star Award
- International Solo Artist
- International Group
- International Song

### Foste
- British Artist Video of the Year (1985–2021)
- British Male Solo Artist (1977, 1982–2021)
- British Female Solo Artist (1977, 1982–2021)
- British Live Act (2005–2009, 2013)
- Classical Recording (1982–1993)
- Classical Soloist Album (1977)
- Comedy Recording (1985)
- International Album (1977, 2002–2011)
- International Artist (1983–1985)
- International Male Solo Artist (1989–2021)
- International Female Solo Artist (1989–2021)
- International Breakthrough Act (1988–2012)
- Non-Musical Recording (1977)
- Orchestral Album (1977)
- Soundtrack/Cast Recording (1985–2001)

### Speciale
- Artist of a Generation (1996)
- Biggest Selling Album Act (1998)
- Biggest Selling Album & Single of 1993 (1994)
- Biggest Selling Live Act of 1999 (2000)
- Brits Billion Award (2023–present)
- British Album of 30 Year (2010)
- British Song of 25 Year (2005)
- Freddie Mercury Award (1996, 1998–1999)
- Global Success Award (2013–2019)
- Icon Award (2014, 2016–2017, 2021)
- Lifetime Achievement Award (1983, 1989)
- Live Performance of 30 Year (2010)
- Most Successful Live Act (1993)
- Outstanding Contribution to Music (1977, 1982–1988, 1990–2010, 2012, 2019)
- Sony Trophy Award for Technical Excellence (1983–1984)
- Special Award (1983, 1985)
- Special Recognition (2013)

## Ediții
| #  | An   | Data         | Albumul britanic al anului                                       | Single-ul britanic al anului                                          | ”Contribuție remarcabilă în muzică” | Prezentator                                | Loc                               |
| -- | ---- | ------------ | ---------------------------------------------------------------- | --------------------------------------------------------------------- | ----------------------------------- | ------------------------------------------ | --------------------------------- |
| 1  | 1977 | 18 octombrie | The Beatles – Sgt. Pepper's Lonely Hearts Club Band              | Queen – "Bohemian Rhapsody" & Procol Harum – "A Whiter Shade of Pale" | L.G. Wood & The Beatles             | Michael Aspel                              | Wembley Conference Centre, Londra |
| 2  | 1982 | 4 februarie  | "Kings of the Wild Frontier" – Adam & the Ants                   | "Tainted Love" – Soft Cell                                            | John Lennon                         | David Jacobs                               | Grosvenor House Hotel, Londra     |
| 3  | 1983 | 8 februarie  | "Memories" – Barbra Streisand                                    | "Come On Eileen" – Dexys Midnight Runners                             | The Beatles                         | Tim Rice                                   | Grosvenor House Hotel, Londra     |
| 4  | 1984 | 21 februarie | "Thriller" – Michael Jackson                                     | Culture Club – "Karma Chameleon"                                      | George Martin                       | Tim Rice                                   | Grosvenor House Hotel, Londra     |
| 5  | 1985 | 11 februarie | "Diamond Life" – Sade                                            | Frankie Goes to Hollywood – "Relax"                                   | The Police                          | Noel Edmonds                               | Grosvenor House Hotel, Londra     |
| 6  | 1986 | 10 februarie | "No Jacket Required" – Phil Collins                              | Tears for Fears – "Everybody Wants to Rule the World"                 | Elton John & Wham!                  | Noel Edmonds                               | Grosvenor House Hotel, Londra     |
| 7  | 1987 | 9 februarie  | "Brothers in Arms" – Dire Straits                                | Pet Shop Boys – "West End Girls"                                      | Eric Clapton                        | Jonathan King                              | Grosvenor House Hotel, Londra     |
| 8  | 1988 | 8 februarie  | "...Nothing Like the Sun" – Sting                                | Rick Astley – "Never Gonna Give You Up"                               | The Who                             | Noel Edmonds                               | Royal Albert Hall, Londra         |
| 9  | 1989 | 13 februarie | "The First of a Million Kisses" – Fairground Attraction          | Fairground Attraction – "Perfect"                                     | Cliff Richard                       | Samantha Fox & Mick Fleetwood              | Royal Albert Hall, Londra         |
| 10 | 1990 | 18 februarie | "The Raw and the Cooked" – Fine Young Cannibals                  | Phil Collins – "Another Day in Paradise"                              | Queen                               | Cathy McGowan                              | Dominion Theatre, Londra          |
| 11 | 1991 | 10 februarie | "Listen Without Prejudice Vol. 1" – George Michael               | Depeche Mode - "Enjoy the Silence"                                    | Status Quo                          | Simon Bates (voiceover)                    | Dominion Theatre, Londra          |
| 12 | 1992 | 12 februarie | "Seal" – Seal                                                    | Queen – "These Are the Days of Our Lives"                             | Freddie Mercury                     | Simon Bates (voiceover)                    | Odeon Hammersmith, Londra         |
| 13 | 1993 | 16 februarie | "Diva" – Annie Lennox                                            | Take That – "Could It Be Magic"                                       | Rod Stewart                         | Richard O'Brien                            | Alexandra Palace, Londra          |
| 14 | 1994 | 14 februarie | "Connected" – Stereo MC's                                        | Take That – "Pray"                                                    | Van Morrison                        | Elton John & RuPaul                        | Alexandra Palace, Londra          |
| 15 | 1995 | 20 februarie | "Parklife" – Blur                                                | Blur – "Parklife"                                                     | Elton John                          | Chris Evans                                | Alexandra Palace, Londra          |
| 16 | 1996 | 19 februarie | "(What's the Story) Morning Glory?" – Oasis                      | Take That – "Back for Good"                                           | David Bowie                         | Chris Evans                                | Earls Court, Londra               |
| 17 | 1997 | 24 februarie | "Everything Must Go" – Manic Street Preachers                    | Spice Girls – "Wannabe"                                               | Bee Gees                            | Ben Elton                                  | Earls Court, Londra               |
| 18 | 1998 | 9 februarie  | "Urban Hymns" – The Verve                                        | All Saints – "Never Ever"                                             | Fleetwood Mac                       | Ben Elton                                  | London Arena, Londra              |
| 19 | 1999 | 16 februarie | "This Is My Truth Tell Me Yours" – Manic Street Preachers        | Robbie Williams – "Angels"                                            | Eurythmics                          | Johnny Vaughan                             | London Arena, Londra              |
| 20 | 2000 | 3 martie     | "The Man Who" – Travis                                           | Robbie Williams – "She's the One"                                     | Spice Girls                         | Davina McCall                              | Earls Court, Londra               |
| 21 | 2001 | 26 februarie | "Parachutes" – Coldplay                                          | Robbie Williams – "Rock DJ"                                           | U2                                  | Ant & Dec                                  | Earls Court, Londra               |
| 22 | 2002 | 20 februarie | "No Angel" – Dido                                                | S Club 7 – "Don't Stop Movin'"                                        | Sting                               | Frank Skinner & Zoë Ball                   | Earls Court, Londra               |
| 23 | 2003 | 20 februarie | "A Rush of Blood to the Head" – Coldplay                         | Liberty X – "Just a Little"                                           | Tom Jones                           | Davina McCall                              | Earls Court, Londra               |
| 24 | 2004 | 17 februarie | "Permission to Land" – The Darkness                              | Dido – "White Flag"                                                   | Duran Duran                         | Cat Deeley                                 | Earls Court, Londra               |
| 25 | 2005 | 9 februarie  | "Hopes and Fears" – Keane                                        | Will Young – "Your Game"                                              | Bob Geldof                          | Chris Evans                                | Earls Court, Londra               |
| 26 | 2006 | 14 februarie | "X&Y" – Coldplay                                                 | Coldplay – "Speed of Sound"                                           | Paul Weller                         | Chris Evans                                | Earls Court, Londra               |
| 27 | 2007 | 15 februarie | "Whatever People Say I Am, That's What I'm Not" – Arctic Monkeys | Take That – "Patience"                                                | Oasis                               | Russell Brand                              | Earls Court, Londra               |
| 28 | 2008 | 9 februarie  | "Favourite Worst Nightmare" – Arctic Monkeys                     | Take That – "Shine"                                                   | Paul McCartney                      | The Osbournes                              | Earls Court, Londra               |
| 29 | 2009 | 18 februarie | "Rockferry" – Duffy                                              | Girls Aloud – "The Promise"                                           | Pet Shop Boys                       | James Corden, Mathew Horne & Kylie Minogue | Earls Court, Londra               |
| 30 | 2010 | 16 februarie | "Lungs" – Florence and the Machine                               | JLS – "Beat Again"                                                    | Robbie Williams                     | Peter Kay                                  | Earls Court, Londra               |
| 31 | 2011 | 15 februarie | "Sigh No More" – Mumford & Sons                                  | Tinie Tempah – "Pass Out"                                             | N/A                                 | James Corden                               | O2 Arena, Londra                  |
| 32 | 2012 | 21 februarie | "21 " – Adele                                                    | One Direction – "What Makes You Beautiful"                            | Blur                                | James Corden                               | O2 Arena, Londra                  |
| 33 | 2013 | 20 februarie | "Our Version of Events" – Emeli Sandé                            | Adele – "Skyfall"                                                     | N/A                                 | James Corden                               | O2 Arena, Londra                  |
| 34 | 2014 | 19 februarie | "AM " – Arctic Monkeys                                           | Rudimental ft. Ella Eyre – "Waiting All Night"                        | N/A                                 | James Corden                               | O2 Arena, Londra                  |
| 35 | 2015 | 25 februarie | X – Ed Sheeran                                                   | "Uptown Funk" – Mark Ronson ft. Bruno Mars                            | N/A                                 | Ant & Dec                                  | O2 Arena, Londra                  |
| 36 | 2016 | 24 februarie | 25 – Adele                                                       | "Hello" – Adele                                                       | David Bowie                         | Ant & Dec                                  | O2 Arena, Londra                  |
| 37 | 2017 | 22 februarie | Blackstar – David Bowie                                          | "Shout Out to My Ex" – Little Mix                                     | Robbie Williams                     | Dermot O'Leary Emma Willis                 | O2 Arena, Londra                  |
| 38 | 2018 | 21 februarie | Gang Signs & Prayer – Stormzy                                    | "Human" – Rag'n'Bone Man                                              | N/A                                 | Jack Whitehall                             | O2 Arena, Londra                  |
| 39 | 2019 | 20 februarie | A Brief Inquiry into Online Relationships – The 1975             | "One Kiss" – Calvin Harris and Dua Lipa                               | P!nk                                | Jack Whitehall                             | O2 Arena, Londra                  |
| 40 | 2020 | 18 februarie | Psychodrama – Dave                                               | "Someone You Loved" – Lewis Capaldi                                   | N/A                                 | Jack Whitehall                             | O2 Arena, Londra                  |
| 41 | 2021 | 11 mai       | Future Nostalgia – Dua Lipa                                      | "Watermelon Sugar" – Harry Styles                                     | Taylor Swift                        | Jack Whitehall                             | O2 Arena, Londra                  |
| 42 | 2022 | 8 februarie  | 30 – Adele                                                       | "Easy on Me" – Adele                                                  | N/A                                 | Mo Gilligan                                | O2 Arena, Londra                  |
| 43 | 2023 | 11 februarie | Harry's House – Harry Styles                                     | "As It Was" – Harry Styles                                            | N/A                                 | Mo Gilligan                                | O2 Arena, Londra                  |
| 44 | 2024 | 2 martie     | My 21st Century Blues – Raye                                     | "Escapism" – Raye ft 070 Shake                                        | Kylie Minogue                       | Clara Amfo Maya Jama Roman Kemp            | O2 Arena, Londra                  |

## Cei mai de succes artiști

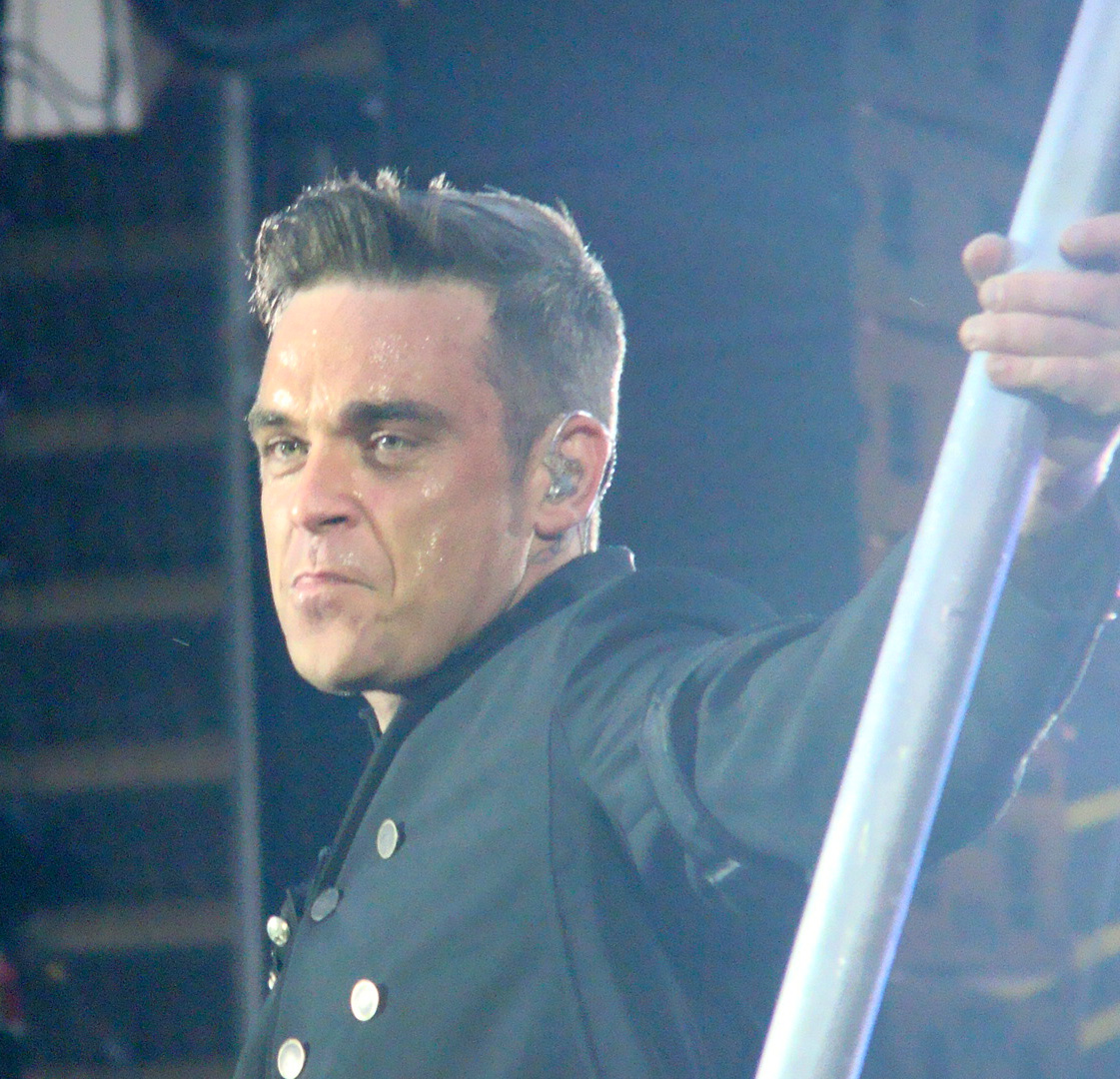
Robbie Williams a câștigat de-a lungul timpului optsprezece distincții BRIT, 13 individual și cinci ca membru Take That, cele mai multe acordate unui singur artist.

| Artiști britanici      | Număr de premii |
| ---------------------- | --------------- |
| Robbie Williams        | 13              |
| Adele                  | 12              |
| Coldplay               | 9               |
| Take That              | 8               |
| Arctic Monkeys         | 7               |
| Annie Lennox           | 7               |
| One Direction          | 7               |
| Dua Lipa               | 7               |
| Ed Sheeran             | 7               |
| David Bowie            | 6               |
| Phil Collins           | 6               |
| Oasis                  | 6               |
| Harry Styles           | 6               |
| Raye                   | 6               |
| Blur                   | 5               |
| Elton John             | 5               |
| Spice Girls            | 5               |
| The Beatles            | 4               |
| Dido                   | 4               |
| Manic Street Preachers | 4               |
| Emeli Sandé            | 4               |
| Paul Weller            | 4               |
| The 1975               | 4               |

| Artiști internaționali | Număr de premii |
| ---------------------- | --------------- |
| U2                     | 7               |
| Michael Jackson        | 6               |
| Beyoncé                | 6               |
| Björk                  | 5               |
| Foo Fighters           | 5               |
| Prince                 | 5               |
| Kylie Minogue          | 4               |
| Eminem                 | 4               |
| Beck                   | 3               |
| Billie Eilish          | 3               |
| Lady Gaga              | 3               |
| Bruno Mars             | 3               |
| R.E.M.                 | 3               |
| Scissor Sisters        | 3               |
| Justin Timberlake      | 3               |
| Kanye West             | 3               |

## Audiență
| An   | Data ceremoniei | Rating oficial (în milioane) | Poziția săptămânală |
| ---- | --------------- | ---------------------------- | ------------------- |
| 1999 | 16 februarie    | 9.86                         | 19                  |
| 2000 | 4 martie        | 9.61                         | 17                  |
| 2001 | 27 februarie    | 8.62                         | 24                  |
| 2002 | 21 februarie    | 7.83                         | 21                  |
| 2003 | 20 februarie    | 7.64                         | 23                  |
| 2004 | 17 februarie    | 6.18                         | 30                  |
| 2005 | 10 februarie    | 6.32                         | 27                  |
| 2006 | 16 februarie    | 4.70                         | 41                  |
| 2007 | 14 februarie    | 5.43                         | 35                  |
| 2008 | 20 februarie    | 6.35                         | 24                  |
| 2009 | 18 februarie    | 5.49                         | 32                  |
| 2010 | 16 februarie    | 6.52                         | 24                  |
| 2011 | 15 februarie    | 4.79                         | 40                  |
| 2012 | 21 februarie    | 5.59                         | 30                  |
| 2013 | 20 februarie    | 5.91                         | 23                  |
| 2014 | 19 februarie    | 3.84                         | 18                  |
| 2015 | 25 februarie    | 5.99                         | 13                  |
| 2016 | 24 februarie    | 6.22                         | 13                  |
| 2017 | 22 februarie    | 5.57                         | 14                  |
| 2018 | 21 februarie    | 4.94                         | 17                  |
| 2019 | 20 februarie    | 4.82                         | 28                  |
| 2020 | 18 februarie    | 4.42                         | 35                  |
| 2021 | 11 mai          | 3.27                         | 50                  |
| 2022 | 8 februarie     | 2.70                         | N/A                 |
| 2023 | 11 februarie    | 3.79                         | 26                  |
| 2024 | 2 martie        |                              |                     |